# Magnetische fluxdichtheid

De magnetische-fluxdichtheid B om een geleider waar een stroom I doorheen loopt.

De magnetische fluxdichtheid, ook magnetische inductie in een punt is de oppervlaktedichtheid van de magnetische flux {\displaystyle \Phi }, dus de magnetische flux per oppervlakte-eenheid, en wordt meestal aangeduid met het symbool {\displaystyle {\vec {B}}}. Het is, in tegenstelling tot de magnetische veldsterkte, een maat voor de sterkte van het magnetische veld onder invloed van materie. Er geldt:
{\displaystyle {\vec {B}}={\frac {\mathrm {d} \Phi }{\vec {\mathrm {d} S}}}},
met {\displaystyle {\vec {\mathrm {d} S}}} het oppervlakte-element.
De magnetische fluxdichtheid wordt gemeten in tesla (T), dat is weber per vierkante meter (Wb/m2), of uitgedrukt in basiseenheden V s/m2.
De magnetische fluxdichtheid {\displaystyle {\vec {B}}} is een pseudovectorveld.
In een punt van een magnetisch veld is de magnetische fluxdichtheid voor te stellen als een vector in de veldrichting met een grootte gelijk aan de lorentzkracht die een stroomdraad per meter en per ampère ondervindt als de stroomdraad loodrecht op de veldlijnen staat, of algemener de lorentzkracht die een geladen deeltje per eenheid van lading en per snelheid loodrecht op {\displaystyle {\vec {B}}} ondervindt.

## Definitie
De tegenwoordig gebruikelijke definitie van magnetische fluxdichtheid gebruikt het verschijnsel dat een geladen deeltje in een magnetisch veld een lorentzkracht ondervindt. De magnetische fluxdichtheid {\displaystyle {\vec {B}}} is zodanig dat een bewegend geladen deeltje met elektrische lading {\displaystyle q} en snelheid {\displaystyle {\vec {v}}} een lorentzkracht {\displaystyle {\vec {F}}} ondervindt gelijk aan:
{\displaystyle {\vec {F}}=q\ {\vec {v}}\times {\vec {B}}}.

De magnetische inductie {\displaystyle {\vec {B}}} is het magnetische analogon van de elektrische grootheid {\displaystyle {\vec {D}}}, de elektrische verplaatsing. Verder geldt
{\displaystyle {\vec {B}}=\mu _{0}({\vec {H}}+{\vec {M}})=\mu {\vec {H}}}.
waarin {\displaystyle {\vec {H}}} de magnetische veldsterkte is, {\displaystyle {\vec {M}}} de magnetisatie, {\displaystyle \mu } de magnetische permeabiliteit van het medium en {\displaystyle \mu _{0}} de permeabiliteit van het vacuüm.